# Peio Serbielle
Peio Serbielle est un chanteur basque français né en 1955 à Mauléon-Licharre (Pyrénées-Atlantiques).

## Musique
En 2007, pour l'album "Naiz" en langue basque, il invite Nadine Rossello à un trio avec Renaud et lui-même sur la chanson "Kixmi".
Avec Marc Large et le cinéaste Patrice de Villemandy, ils réalisent en 2008 le film "Xan naiz ni, Voyage en Terres Sauvages". C'est une fresque de paysages fantastiques et d'animaux sauvages filmés au Pays basque, dans une partie du Béarn et des Landes. Les commentaires sont extraits du roman "Xan de l'Ours" et la bande originale est tirée de son album "Naiz".

## Discographie

### Album studio
- 1989 : Peio Serbielle
- 1992 : Peio Serbielle
- 1994 : Zuk Egin Gaua
- 1997 : Euskadi kanta lur
- 2006 : Egon - Le chant des légendes basques (travail collectif)
- 2007 : NAIZ, dont le trio "Kixmi", avec Renaud et Nadine Rossello
- 2014 : Zara, avec Gilles Servat et Karen Matheson

### Singles
- 1992 : Koblalariak
- 1993 : Ene Soek
- 1994 : Ziburutik Sarara

## Condamnation
Peio Serbielle est placé en détention provisoire en 2004, accusé d'avoir participé à l'hébergement en France de membres de l'organisation séparatiste basque Euskadi ta Askatasuna (ETA). Il est suspecté d'avoir accueilli plusieurs réunions à son domicile de Domezain-Berraute entre 1999 et 2004.
De nombreuses personnalités et associations ont soutenu le chanteur au travers de pétitions, déclarations publiques, textes et articles. Parmi elles : Renaud, Georges Moustaki, I Muvrini, Nadau, Tri Yann, Gilles Servat, Lluís Llach, Didier Borotra, Gérard Onesta, Christian Laborde, Monseigneur Jacques Gaillot, Maxime Le Forestier, Noël Mamère, Maître Jean-François Blanco et l’Association "Danse avec les ours". Le chanteur Renaud proteste: « Peio Serbielle n’est pas un terroriste, n’appartient à aucun mouvement clandestin et n’a commis aucun acte criminel hormis celui consistant à ouvrir sa porte à des réfugiés politiques menacés d’expulsion. »
Il est finalement libéré après seize mois de détention, dont huit mois à l'isolement. Placé sous contrôle judiciaire pendant six ans, son procès se tient en 2018 : il est condamné à 5 ans d'emprisonnement dont 42 mois avec sursis et 2 500 euros d’amende pour "association de malfaiteurs en relation avec une entreprise terroriste". Sa peine est couverte par la période de détention provisoire et il n'est pas réincarcéré.